# 가쪽넓은근
가쪽넓은근(vastus lateralis, vastus externus) 또는 외측광근(外側廣筋)은 넙다리네갈래근의 가장 크고 강한 근육으로, 넓적다리앞칸에 위치하며 다른 넙다리네갈래근 근육들과 함께 무릎관절을 펴 종아리를 앞쪽으로 움직이게 한다. 넙다리뼈에 붙어 있는 납작하고 넓은 널힘줄로부터 시작하여 무릎뼈 바깥쪽 경계에 붙는다. 최종적으로는 다른 넙다리네갈래근들과 넙다리네갈래근힘줄에서 만나며, 이 힘줄은 정강뼈로 연결된다. 생후 7개월 이전의 영아들이나 근긴장도 소실로 인해 걷기 힘든 사람들에서 근육 주사를 하기 좋은 부위이다.

## 구조
가쪽넓은근은 돌기사이능선의 위쪽 부분, 큰돌기의 앞쪽 경계, 볼기근거친면의 바깥쪽 경계, 거친선 바깥쪽 경계의 위쪽 절반 등 넙다리뼈의 여러 영역에서 시작한다. 여기서 근육의 위쪽 3/4를 덮는 넓고 납작한 힘줄인 널힘줄을 형성한다. 널힘줄 속면에서 많은 근섬유가 일어난다. 일부 추가적인 근섬유가 큰볼기근의 힘줄, 가쪽넓은근과 넙다리두갈래근 사이의 가쪽근육사이막에서 일어난다.
근섬유는 크고 힘살이 많은 덩어리를 이루며, 이 덩어리는 근육 아래쪽 부분의 속면에 위치하여 다른 강한 널힘줄에 붙는다. 아래쪽 널힘줄은 크기가 줄어들며 두꺼워져 납작한 힘줄이 되고, 힘줄은 무릎뼈의 바깥쪽 경계에 붙은 뒤 넙다리네갈래근힘줄로 합류한다. 넙다리네갈래근힘줄은 무릎관절의 관절주머니를 더 넓게 해 준다.

### 신경 분포
넙다리신경(L2, L3, L4)의 근육가지가 분포한다.

## 추가 이미지

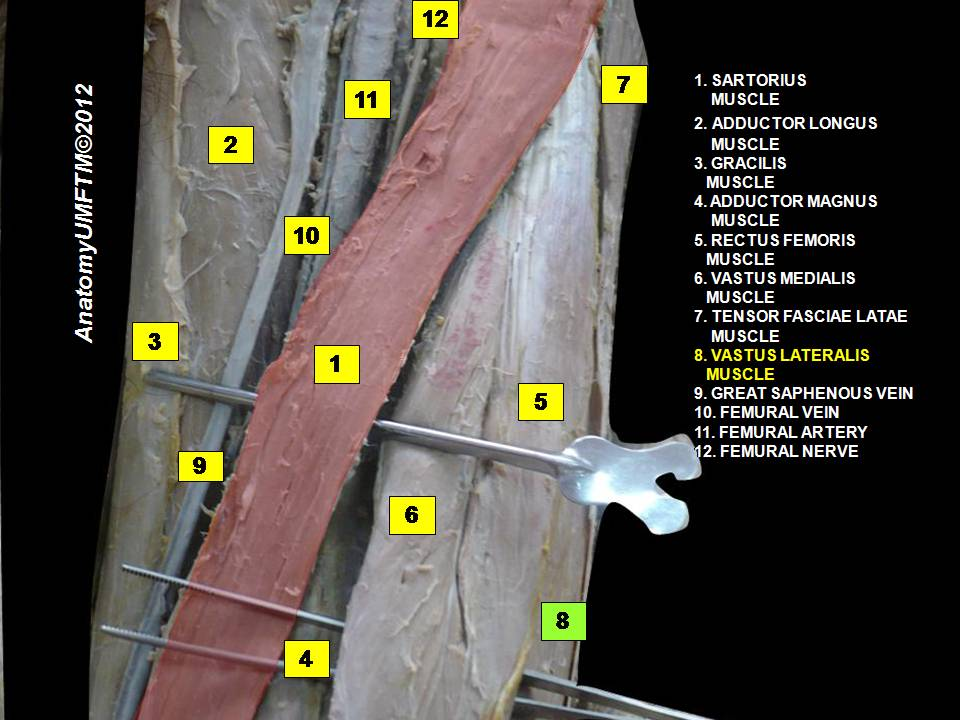
가쪽넓은근
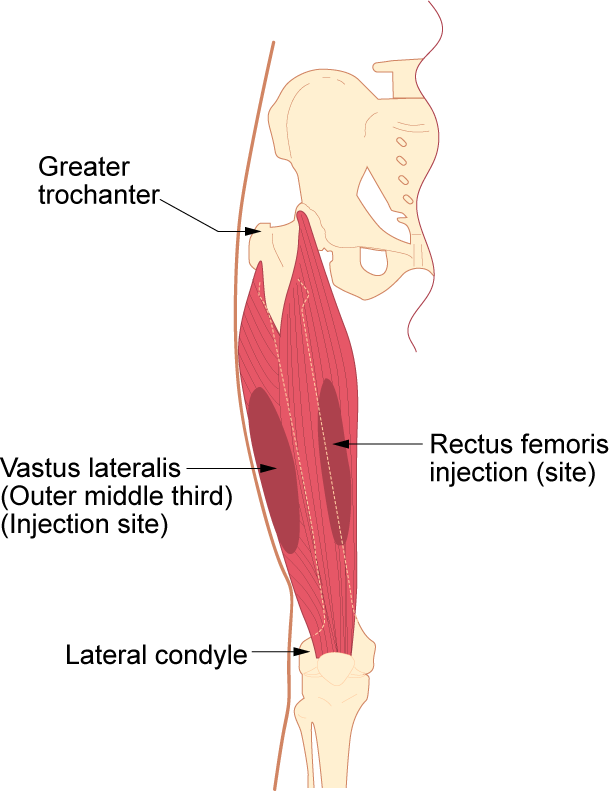
가쪽넓은근에 근육 주사를 시행하는 부위